# クロワ (ノール県)
クロワ （Croix）は、フランス、オー＝ド＝フランス地域圏、ノール県のコミューン。

## 地理
リールの北東およそ8km、ルーベのおよそ南西2kmに位置する。

## 交通
- 鉄道 - リール・メトロポール地下鉄（fr）2号線、28号線が通じる。リール・トラムR号線の駅もある。

## 人口統計
| 1962年 | 1968年 | 1975年 | 1982年 | 1990年 | 1999年 | 2006年 |
| ------ | ------ | ------ | ------ | ------ | ------ | ------ |
| 20 081 | 21 424 | 20 125 | 19 386 | 20 231 | 20 640 | 20 926 |

 ·  · 